# Nguyễn Du
Nguyễn Du, ps. „Tố Như” (ur. 1765, zm. 1820) – wietnamski poeta.
Pochodził z wysoko postawionej rodziny urzędniczej, która podczas powstania Taysonów stała wiernie po stronie obalonej w 1789 roku dynastii Lê, na skutek czego utraciła wszystkie wpływy. W związku z tym Nguyễn Du mógł zrobić karierę dopiero po 1802 roku, kiedy do władzy doszła nowa dynastia – Nguyễn. Wstąpił wówczas na służbę państwową, piastując kilka stanowisk na szczeblu prowincjonalnym i biorąc udział w poselstwie wysłanym na dwór chiński w Pekinie. Był także wicenaczelnikiem wydziału ceremonii na dworze w stołecznym Huế.
Jego najważniejszym osiągnięciem jest napisana w 1813 roku, spisana w języku wietnamskim pismem chữ nôm, epopeja Truyện Kiều („Klejnot z nefrytu”). Liczące ponad 3000 wersów dzieło przedstawia przeżycia młodej dziewczyny, sportretowane na szerokim tle różnych warstw społeczeństwa feudalnego. Tworzył także poezje w języku chińskim. Twórczość Nguyễna Du przyczyniła się do ostatecznego ukształtowania klasycznego wietnamskiego języka literackiego i wywarła duży wpływ na późniejszych pisarzy.